# Bright (Band)
Bright (Eigenschreibweise: BRIGHT) war eine vierköpfige japanische Girlgroup, die bei Rhythm Zone, einem Sub-Label von Avex Trax, unter Vertrag standen.

## Geschichte
Anfangs nannten sich Bright noch Ko Spellers (jap. 子スペラーズ) und wurde 2001 von den Mitgliedern Nagi, Mi-Mi und Meg gegründet. Diese drei Mädchen waren Freunde aus ihrer Kindheit und gingen auf dieselbe Schule. Im Jahre 2003 entschieden sich die drei Mädchen für ein weiteres Mitglied, so kam Nanaka in die Gruppe und aus Ko Spellers wurde Bright.
Am 25. April 2007 debütierte die Band bei Rhythm Republic, einem Independent-Label von Avex Group's. Ihr Erfolg stieg an und somit wechselten sie zum Sub-Label Rhythm Zone. Ihre erste Extended Play, welche Brightest Star hieß, veröffentlichte die Band am 16. Januar 2008. Allerdings konnte die EP keinen großen Erfolg einbringen. Im selben Jahr gaben Bright auch ihre erste Radiosendung, welche Bright no Girls Party Night!! (BRIGHTのGirls Party Night!!), hieß.
Mit der Zeit veröffentlichten sie verschiedene Alben und Singles und versuchen sich einen festen Platz in der japanischen Musikbranche zu sichern.
Am 17. April 2013 gaben sie über ihren offiziellen Blog bekannt, dass sie sich nach ihren One Man Live-Konzerten im Mai 2013 auflösen werden. Der letzte gemeinsame Tag als Bright war am 12. Mai in Tokio. Nach dem Auftritt gaben sie bekannt, dass sie gerne eigene Wege gehen möchten, da die Gruppe an Popularität verloren hat und seit ihrem Debüt nicht sehr große Aufmerksamkeit bekamen.

## Mitglieder

### Nagi
- Geburtsname: Shigemura Nagisa (jap. 重村渚)
- Künstlername: NAGI
- Geburtsdaten: 2. August 1990

### Mi-Mi
- Geburtsname: Inoue Mizuki (jap. 井上みづき)
- Künstlername: MI-MI
- Geburtsdaten: 28. September 1990

### Meg
- Geburtsname: Nakaya Megumi (jap. 中谷萌美)
- Künstlername: MEG
- Geburtsdaten: 6. März 1991

### Nanaka
- Geburtsname: Kobayashi Nanaka (jap. 小林菜々香)
- Künstlername: NANAKA
- Geburtsdaten: 30. Mai 1992

## Diskografie

### Alben
| Jahr | Titel             | Höchstplatzierung, Gesamtwochen, AuszeichnungChartsChartplatzierungen (Jahr, Titel, Platzierungen, Wochen, Auszeichnungen, Anmerkungen) | Anmerkungen                                                 |
| Jahr | Titel             | JP | Anmerkungen                                                 |
| ---- | ----------------- | --- | ----------------------------------------------------------- |
| 2007 | Brightest E.P. 01 | — | Erstveröffentlichung: 25. April 2007                        |
| 2007 | Brightest E.P. 02 | — | Erstveröffentlichung: 8. August 2007                        |
| 2008 | Brightest Star    | JP133 (2 Wo.)JP | Erstveröffentlichung: 16. Januar 2008                       |
| 2009 | Notes 4 You       | JP48 (3 Wo.)JP | Erstveröffentlichung: 14. Januar 2009 Verkäufe JP: + 2.805  |
| 2010 | Real              | JP38 (3 Wo.)JP | Erstveröffentlichung: 24. Februar 2010 Verkäufe JP: + 6.458 |
| 2010 | In Harmony        | JP44 (3 Wo.)JP | Erstveröffentlichung: 20. Oktober 2010 Verkäufe JP: + 3.043 |
| 2012 | Bright            | JP43 (3 Wo.)JP | Erstveröffentlichung: 21. März 2012 Verkäufe JP: + 3.447    |
| 2012 | Bright Best       | JP47 (3 Wo.)JP | Erstveröffentlichung: 22. August 2012 Verkäufe JP: + 2.339  |

### Singles
| Jahr | Titel Album                                                                       | Höchstplatzierung, Gesamtwochen, AuszeichnungChartsChartplatzierungen (Jahr, Titel, Album, Platzierungen, Wochen, Auszeichnungen, Anmerkungen) | Anmerkungen                                                                        |
| Jahr | Titel Album                                                                       | JP | Anmerkungen                                                                        |
| ---- | --------------------------------------------------------------------------------- | --- | ---------------------------------------------------------------------------------- |
| 2008 | Sorairo (ソライロ) –                                                              | JP45 (3 Wo.)JP | Erstveröffentlichung: 9. April 2008 Verkäufe JP: + 1.630                           |
| 2008 | Tegami (手紙) –                                                                   | JP39 (2 Wo.)JP | Erstveröffentlichung: 16. Juli 2008 feat. K / One Summer Time Verkäufe JP: + 1.941 |
| 2008 | I’ll Be There –                                                                   | JP48 (1 Wo.)JP | Erstveröffentlichung: 19. November 2008 Verkäufe JP: + 2.127                       |
| 2009 | Kotoba ni Dekinakute / Shining Butterfly (言葉にできなくて) / Shining Butterfly – | JP64 (3 Wo.)JP | Erstveröffentlichung: 20. Mai 2009 Verkäufe JP: + 1.381                            |
| 2009 | Feelin’ You –                                                                     | JP76 (2 Wo.)JP | Erstveröffentlichung: 5. August 2009 Verkäufe JP: + 1.278                          |
| 2010 | Kirai... Demo Suki: Aishiteru (キライ…でも好き ~アイシテル~) –                    | — | Erstveröffentlichung: 28. Januar 2010                                              |
| 2010 | Flower –                                                                          | — | Erstveröffentlichung: 21. Juli 2010                                                |
| 2010 | Shining Star –                                                                    | — | Erstveröffentlichung: 18. August 2010                                              |
| 2011 | Love: Aru Ai no Katachi (Love ~ある愛のカタチ~) –                                 | JP23 (6 Wo.)JP | Erstveröffentlichung: 1. Juni 2011 Verkäufe JP: + 4.055                            |
| 2011 | Bad Girl!! / Autabi ni Suki ni Natte (Bad Girl!! / 逢うたび好きになって) –        | JP48 (1 Wo.)JP | Erstveröffentlichung: 23. November 2011 feat. Sky-Hi (AAA) Verkäufe JP: + 2.774    |
| 2012 | Kimi ga Iru Kara: Kokoro no Tonari de (キミがいるから ~ココロのとなりで~) –       | JP17 (5 Wo.)JP | Erstveröffentlichung: 15. Februar 2012 Verkäufe JP: + 4.524                        |